# Acrolepia gelida
Acrolepia gelida là một loài bướm đêm thuộc họ Acrolepiidae. Loài này có ở Nam Phi.